# Lisa Loman
Lisa Loman is het pseudoniem van een groep Nederlandse creatievelingen die samen de Lumagia kinderboekenreeks hebben bedacht. De boeken zijn geschreven door Marjolein van Trigt en geïllustreerd door Nico Thöne.
Lumagia is de ondergrondse wereld onder pretpark Aigamul. Alex, Nikki, Boris en David komen bij toeval in Lumagia terecht. In ieder boek ontdekken ze een ander deel van de ondergrondse wereld. Zo is er Lumanga, de eetwereld, en Ludior, de lapjeswereld.
Op 16 mei 2009 werd Lisa Loman tweede bij de Hotze de Roosprijs, die werd uitgereikt door de gemeente Zaanstad.